# Tótisz Filakúrisz
Tótisz Filakúrisz, görögül: Τότης Φυλακούρης (1947. március 1. –) görög labdarúgó, középpályás, edző.

## Pályafutása

### Játékosként
1965 és 1975 között a Panathinaikósz, 1975 és 1979 között az Ethnikósz Pireósz, 1979 és 1981 között az Egáleo labdarúgója volt. A Panathinaikósszal három bajnoki címet és két görögkupa-győzelmet ért el. Tagja volt az 1970–71-es idényben BEK-döntős csapatnak.

### Edzőként
Dolgozott edzőként a Panahaikí csapatánál, majd 2005-ben ideiglenes a Panathinaikósz vezetőedzője volt.

## Sikerei, díjai
Panathinaikósz
- Görög bajnokság
  - bajnok (3): 1968–69, 1969–70, 1971–72
- Görög kupa
  - győztes (2): 1967, 1969
- Bajnokcsapatok Európa-kupája (BEK)
  - döntős: 1970–71